# Liste der denkmalgeschützten Objekte in Hartberg
Die Liste der denkmalgeschützten Objekte in Hartberg enthält die 49 denkmalgeschützten, unbeweglichen Objekte der Gemeinde Hartberg.

## Denkmäler
| Foto  |                 | Denkmal | Standort                                                 | Beschreibung | Metadaten |
| ----- | --------------- | --- | -------------------------------------------------------- | --- | --- |
| ja    | Datei hochladen | Wirtschaftshof HERIS-ID: 110891 Objekt-ID: 128651seit 2017                                                           | Klaffenau 1 Standort KG: Eggendorf                       | | BDA-Hist.: Q37821232 Status: Bescheid Stand der BDA-Liste: 2025-06-30 Name: Wirtschaftshof GstNr.: .41 Schloss Klaffenau                                                                            |
| ja    | Datei hochladen | Meierhof HERIS-ID: 111180 Objekt-ID: 128968seit 2017                                                                 | Klaffenau 8 Standort KG: Eggendorf                       | | BDA-Hist.: Q37822432 Status: Bescheid Stand der BDA-Liste: 2025-06-30 Name: Meierhof GstNr.: 480/2 Schloss Klaffenau                                                                                |
| ja    | Datei hochladen | Schloss Klaffenau HERIS-ID: 36896 Objekt-ID: 35940                                                                   | Klaffenau 11 Standort KG: Eggendorf                      | 1560 von Hans Goldschan aus einem Bauernhof zum Schloss ausgebaut. 1605 von den Heiducken niedergebrannt und wenige Jahre später vom Stift Vorau wiederaufgebaut. 1725 um einen Wirtschafts- und Wohntrakt erweitert. Die Anlage besteht aus zwei dreigeschoßigen Baublöcken, die von quadratischen Ecktürmen mit Zeltdächern flankiert sind und an einer Seite von einer Zinnenmauer, auf der anderen Seite durch einen hölzernen Gang verbunden sind. Im Schloss ist die Dauerausstellung „Bäuerliches Kunst- und Kleinhandwerk“ zu besichtigen. | BDA-Hist.: Q37972764 Status: Bescheid Stand der BDA-Liste: 2025-06-30 Name: Schloss Klaffenau GstNr.: 479/3 Schloss Klaffenau                                                                       |
| ja    | Datei hochladen | Ehem. Sägemühle/Mühlengebäude HERIS-ID: 58032 Objekt-ID: 68463                                                       | bei Klaffenau 11 Standort KG: Eggendorf                  | Die Klaffmühle wurde erstmals 1434 erwähnt. | BDA-Hist.: Q38080073 Status: Bescheid Stand der BDA-Liste: 2025-06-30 Name: Ehem. Sägemühle/Mühlengebäude GstNr.: 479/3 Schloss Klaffenau                                                           |
| ja    | Datei hochladen | Figur hl. Johannes Nepomuk HERIS-ID: 68407 Objekt-ID: 81413                                                          | bei Alter Stadtpark 2 Standort KG: Grazervorstadt        | Ehemals Teil der Brücke zum Grazertor, die 1870 wegen des Schulbaus am Kernstockplatz abgerissen wurde. | BDA-Hist.: Q38119633 Status: § 2a Stand der BDA-Liste: 2025-06-30 Name: Figur hl. Johannes Nepomuk GstNr.: 7/1 Johannes-Nepomuk-Bildstock beim Alten Stadtpark                                      |
| ja    | Datei hochladen | Kriegerdenkmal HERIS-ID: 68076 Objekt-ID: 81073                                                                      | Europaplatz Standort KG: Grazervorstadt                  | Kriegerdenkmal des Ersten Weltkrieges, errichtet 1922 mit der Figur des hl. Michael und den Inschriften der Gefallenen aus Hartberg und den umliegenden Ortschaften. | BDA-Hist.: Q38118465 Status: § 2a Stand der BDA-Liste: 2025-06-30 Name: Kriegerdenkmal GstNr.: 35 Kriegerdenkmal Hartberg                                                                           |
| ja    | Datei hochladen | Flur-/Wegkapelle, Figur HERIS-ID: 68083 Objekt-ID: 81080                                                             | Europaplatz 1 Standort KG: Grazervorstadt                | Der Kapellenbildstock zeigt über einem gemauerten Altartisch eine ausdrucksstarke, holzgeschnitzte spätgotische Kreuzigungsgruppe von ca. 1520, die aus der 1783 abgebrochenen Johannes Magdalen Kirche stammt und aus einem Kruzifix und den Statuen der Maria Magdalena und des Johannes besteht. Innen im Bildstock gibt es ein Ewiges Licht und einen 16 cm langen Eisennagel. Die Eisengittertür ist neuzeitlich. | BDA-Hist.: Q38118504 Status: § 2a Stand der BDA-Liste: 2025-06-30 Name: Flur-/Wegkapelle, Figur GstNr.: 362 Kreuzigungsgruppe an der Klostermauer                                                   |
| ja    | Datei hochladen | Kapuzinerkloster mit Kirche hl. Maria und Umfassungsmauer HERIS-ID: 51510 Objekt-ID: 57178                           | Europaplatz 1 Standort KG: Grazervorstadt                | Das Kloster und die Kirche wurden zwischen 1654 und 1658 errichtet. Ein Teil des heutigen Klosters ist Firmensitz, sowie Bildungs- und Veranstaltungszentrum. | BDA-Hist.: Q1442307 Status: § 2a Stand der BDA-Liste: 2025-06-30 Name: Kapuzinerkloster mit Kirche hl. Maria und Umfassungsmauer GstNr.: 362, 34 Kapuzinerkloster Hartberg                          |
| ja    | Datei hochladen | Miethaus HERIS-ID: 51508 Objekt-ID: 57176                                                                            | Grazer Straße 6 Standort KG: Grazervorstadt              | Die repräsentative Neorenaissance-Fassade ist mit 1903 bezeichnet. | BDA-Hist.: Q38045541 Status: § 2a Stand der BDA-Liste: 2025-06-30 Name: Miethaus GstNr.: 388 |
| ja    | Datei hochladen | Pavillon HERIS-ID: 68291 Objekt-ID: 81296                                                                            | Johann-Zechner-Gasse 1 Standort KG: Grazervorstadt       | | BDA-Hist.: Q38119271 Status: § 2a Stand der BDA-Liste: 2025-06-30 Name: Pavillon GstNr.: 381 |
| ja    | Datei hochladen | Wohnhaus, ehem. Pfarrhof HERIS-ID: 71610 Objekt-ID: 84803                                                            | Josef-Hallamayr-Straße 32 Standort KG: Grazervorstadt    | | BDA-Hist.: Q38128007 Status: § 2a Stand der BDA-Liste: 2025-06-30 Name: Wohnhaus, ehem. Pfarrhof GstNr.: 211/7                                                                                      |
| ja    | Datei hochladen | Kath. Filialkirche Maria Lebing HERIS-ID: 71607 Objekt-ID: 84800                                                     | Lindenweg 1 Standort KG: Grazervorstadt                  | Die Kirche Maria Lebing wurde im Jahr 1472 erbaut und in der Barockzeit erweitert und umgestaltet. | BDA-Hist.: Q1896077 Status: § 2a Stand der BDA-Liste: 2025-06-30 Name: Kath. Filialkirche Maria Lebing GstNr.: 402 Maria Lebing                                                                     |
| ja    | Datei hochladen | Gartenbaudenkmale, Stadtpark/ehem. Stadtgraben HERIS-ID: 68405 Objekt-ID: 81411                                      | Stadtpark Standort KG: Grazervorstadt                    | In sieben Terrassen steigt der Stadtpark, der ehemalige Stadtgraben, bis zur Wäscheschwemme auf. Der römerzeitliche Löwe am Eingang zum Stadtpark stammt von Ausgrabungen bei Löffelbach (Villa Rustica). | BDA-Hist.: Q38119624 Status: § 2a Stand der BDA-Liste: 2025-06-30 Name: Gartenbaudenkmale, Stadtpark/ehem. Stadtgraben GstNr.: 7/1, 7/3, 7/5, 7/6, 7/8, 7/9, 7/10, 7/11, 7/15 Stadtpark Hartberg    |
| ja    | Datei hochladen | Totenleuchte HERIS-ID: 71609 Objekt-ID: 84802                                                                        | bei Lindenweg 1 Standort KG: Grazervorstadt              | Der dreiseitige gotische Tabernakelpfeiler ist lt. Dehio eine Toten- oder Friedhofsleuchte aus dem Jahr 1515 in der Grünfläche vor der Kirche Maria Lebing, Wilfinger hält entgegen, dass ein kompakter Pfeiler nicht als Totenleuchte dienen konnte und an dieser Stelle nie ein regulärer Friedhof gewesen sei. Nach seiner Darstellung handelt es sich um ein Pestkreuz, das über den Pestgräbern von 1514 errichtet worden ist. Die drei Seiten des glatten Pfeilers weisen auf die Dreifaltigkeit hin, die Kanten sind mit Rundstäben bestückt. Ursprünglich war im Pfeiler die Jahreszahl 1514 eingemeißelt, diese ist aber nicht mehr sichtbar, da der Pfeiler mehrmals durch LKWs beschädigt wurde. Der ebenfalls dreiseitige Tabernakel hat auf allen Seiten flache Rundbogennischen. Abgeschlossen wird der Pfeiler durch einen geschweiften und krabbenbesetzten Spitzhelm mit Kreuzblume. | BDA-Hist.: Q38127998 Status: § 2a Stand der BDA-Liste: 2025-06-30 Name: Totenleuchte GstNr.: 216/1                                                                                                  |
| ja    | Datei hochladen | Kalvarienbergkapellen HERIS-ID: 83501 Objekt-ID: 97457                                                               | Dr.-Friedrich-Niederl-Straße Standort KG: Grazervorstadt | Die Kalvarienbergstationen zeigen Sgraffiti von Adolf Osterider aus dem Jahr 1959. Der Kreuzweg setzt sich in der Katastralgemeinde Ring fort. | BDA-Hist.: Q38180752 Status: § 2a Stand der BDA-Liste: 2025-06-30 Name: Kalvarienbergkapellen GstNr.: 295/5, 295/1 Kalvarienberg (Hartberg)                                                         |
| ja    | Datei hochladen | Ortskapelle HERIS-ID: 71606 Objekt-ID: 84799                                                                         | Rohrfeldstraße 9 Standort KG: Habersdorf                 | In den Jahren 1904/06 auf allgemeinen Wunsch der Dorfgemeinschaft erbaut. 1975 und 1989 Restaurierung durch die Agrargemeinschaft. | BDA-Hist.: Q38127951 Status: § 2a Stand der BDA-Liste: 2025-06-30 Name: Ortskapelle GstNr.: .37 |
| ja BW | Datei hochladen | Schule HERIS-ID: 68364 Objekt-ID: 81369                                                                              | Europaplatz 2 Standort KG: Hartberg                      | ab 1870 an der Stelle des ehemaligen Grazertores durch Josef Horky erbaut. | BDA-Hist.: Q38119516 Status: § 2a Stand der BDA-Liste: 2025-06-30 Name: Schule GstNr.: .108 Volks- und Hauptschule Hartberg                                                                         |
| ja    | Datei hochladen | Mariensäule HERIS-ID: 68292 Objekt-ID: 81297                                                                         | bei Hauptplatz 1 Standort KG: Hartberg                   | Die Mariensäule oder Frauensäule ist laut Inschrift eine Stiftung der Hartberger Herrschaftsinhaberin Maria Gräfin von Paar (1657–1682) und ihrer Tochter Maria Anna Gräfin von Talmberg und deren Ehemann Rudolph Graf von Talmberg. Im Sockel befinden sich die Wappen der Familien Paar und Talmberg, datiert mit 1675. Es war im 17. Jahrhundert ein verbreiteter Brauch, dass adelige Damen sowie auch vermögende Bürgersfrauen Marienstatuen errichten ließen. Vielleicht hat sie auch der Sieg des Grafen Montecuccoli über die Türken bei Mogersdorf (1664), der die Türkengefahr stark reduzierte, dazu bewogen. Die schöne, vergoldete Marienstatue ist ein Werk des Hartberger Bildhauers Christoph Hofstetter. Nachweisliche Restaurierungen 1811, 1876, 1928, 1959. | BDA-Hist.: Q38119281 Status: § 2a Stand der BDA-Liste: 2025-06-30 Name: Mariensäule GstNr.: 78 Mariensäule, Hartberg                                                                                |
| ja    | Datei hochladen | Brunnen am Hauptplatz HERIS-ID: 68294 Objekt-ID: 81299                                                               | bei Hauptplatz 1 Standort KG: Hartberg                   | | BDA-Hist.: Q38119301 Status: § 2a Stand der BDA-Liste: 2025-06-30 Name: Brunnen am Hauptplatz GstNr.: 78 Brunnen am Hauptplatz (Hartberg)                                                           |
| ja    | Datei hochladen | Bürgerhaus, ehem. Platzkaserne (18. Jh.) HERIS-ID: 68298 Objekt-ID: 81303                                            | Hauptplatz 2 Standort KG: Hartberg                       | Das Gebäude stammt im Kern aus dem 16. / 17. Jahrhundert, die Fassade mit Pilastergliederung und der Pfeilerarkadenhof aus dem 3. Viertel des 18. Jahrhunderts. Das Gebäude diente bis 1798 als Platzkaserne. | BDA-Hist.: Q38119340 Status: § 2a Stand der BDA-Liste: 2025-06-30 Name: Bürgerhaus, ehem. Platzkaserne (18. Jh.) GstNr.: .19/1                                                                      |
| ja    | Datei hochladen | Bürgerhaus, Altes Rathaus HERIS-ID: 68306 Objekt-ID: 81311seit 2017                                                  | Hauptplatz 6 Standort KG: Hartberg                       | Das Gebäude wurde 1583 als erstes Rathaus erbaut, nach 1834 wurde es privatisiert und umgestaltet. | BDA-Hist.: Q38119372 Status: Bescheid Stand der BDA-Liste: 2025-06-30 Name: Bürgerhaus, Altes Rathaus GstNr.: .32                                                                                   |
| ja    | Datei hochladen | Rathaus HERIS-ID: 68313 Objekt-ID: 81318                                                                             | Hauptplatz 10 Standort KG: Hartberg                      | Das neue Rathaus im späthistoristischen Stil wurde 1898 von Anton Wogrolly erbaut. 1998 wurde es renoviert und ausgebaut. | BDA-Hist.: Q38119394 Status: § 2a Stand der BDA-Liste: 2025-06-30 Name: Rathaus GstNr.: .96 Rathaus Hartberg                                                                                        |
| ja    | Datei hochladen | Dechantshof mit Wirtschaftsgebäuden und Mauer HERIS-ID: 68314 Objekt-ID: 81319                                       | Hauptplatz 11 Standort KG: Hartberg                      | Das heutige Gebäude wurde ab 1704 errichtet. Im Erdgeschoß-Saal mit Stuckdecke befinden sich Fresken mit Szenen aus dem Alten Testament. Das Eingangsportal mit Stuckrahmung und Wappen des Erbauers Pfarrer Franz Christoph Graf von Webersberg. Das Kellergeschoß stammt aus dem 12. Jahrhundert mit gotischem Gewölbe. | BDA-Hist.: Q38119405 Status: Bescheid Stand der BDA-Liste: 2025-06-30 Name: Dechantshof mit Wirtschaftsgebäuden und Mauer GstNr.: .85/2, 30, .85/1 Dechantshof mit Wirtschaftsgebäuden und Mauer    |
| ja    | Datei hochladen | Karner HERIS-ID: 68073 Objekt-ID: 81070                                                                              | Hauptplatz 12 Standort KG: Hartberg                      | Der spätromanische Hartberger Karner steht unmittelbar neben der Stadtpfarrkirche St. Martin und stammt aus der 2. Hälfte des 12. Jahrhunderts. In den Jahren 1889 bis 1894 wurde der Karner tiefgreifend renoviert; dabei wurde etwa die Freitreppe hinzugefügt und ebenso wurden die Fresken im Inneren (aus der Zeit um 1200) freigelegt und ergänzt. | BDA-Hist.: Q1734104 Status: § 2a Stand der BDA-Liste: 2025-06-30 Name: Karner GstNr.: .2/1 Karner, Hartberg                                                                                         |
| ja    | Datei hochladen | Kath. Pfarrkirche hl. Martin HERIS-ID: 51507 Objekt-ID: 57175                                                        | Hauptplatz 12 Standort KG: Hartberg                      | Die spätgotische Stadtpfarrkirche St. Martin wurde erstmals 1157 erwähnt und von 1745 bis 1760 barock erweitert. Das Hochaltarblatt wurde von Johann Cyriak Hackhofer geschaffen. | BDA-Hist.: Q2327784 Status: § 2a Stand der BDA-Liste: 2025-06-30 Name: Kath. Pfarrkirche hl. Martin GstNr.: .1 Stadtpfarrkirche (Hartberg)                                                          |
| ja    | Datei hochladen | Bildstock HERIS-ID: 68074 Objekt-ID: 81071                                                                           | bei Hauptplatz 12 Standort KG: Hartberg                  | Das Missionskreuz am Kirchhof ist ein barocker Breitpfeiler zwischen dem Karner und dem Pfarrhof. Die große nordseitige Nische umgibt wie ein barocker Bilderrahmen ein 185 cm hohes Holzkruzifix und zwei Engel mit den Leidenswerkzeugen Schwamm und Lanze. Bekrönung durch ein Doppel-Kleeblattkreuz. Das Missionskreuz wurde 1748 als Erinnerung an die Jesuitenmission im Zuge der Gegenreformation als neues Friedhofskreuz vom Hartberger Kirchenbaumeister Thomas Reiff erbaut, die Passionsengel stammen vom Hartberger Bildhauer Joseph Hült. | BDA-Hist.: Q38118457 Status: § 2a Stand der BDA-Liste: 2025-06-30 Name: Bildstock GstNr.: 79 Missionskreuz am Kirchhof                                                                              |
| ja    | Datei hochladen | Figurenbildstock hl. Martin HERIS-ID: 68068 Objekt-ID: 81065                                                         | bei Hauptplatz 12 Standort KG: Hartberg                  | Die Herkunft der Statue ist ungewiss. Sie lag lange Zeit als Torso zwischen dem Karner und dem Mesnerhaus. Es könnte sich um die Statue handeln, die der Hartberger Bildhauer Joseph Hofstetter 1721 lieferte, einen „aus Stein gemachten Martiny, so bey dem Opffer Stockh stehet“. Im Rahmen der Kirchenplatzsanierung 1981 wurde die Statue von Johann Schweighofer restauriert und an ihrem jetzigen Platz auf einem Betonsockel aufgestellt. Die Pfeilerinschrift lautet: St. Martin bitte für uns. | BDA-Hist.: Q38118413 Status: § 2a Stand der BDA-Liste: 2025-06-30 Name: Figurenbildstock hl. Martin GstNr.: 79                                                                                      |
| ja    | Datei hochladen | Mesnerhaus HERIS-ID: 51501 Objekt-ID: 57168                                                                          | Hauptplatz 13 Standort KG: Hartberg                      | | BDA-Hist.: Q38045498 Status: § 2a Stand der BDA-Liste: 2025-06-30 Name: Mesnerhaus GstNr.: .2/2 |
| ja    | Datei hochladen | Bürgerhaus HERIS-ID: 68319 Objekt-ID: 81324                                                                          | Hauptplatz 14 Standort KG: Hartberg                      | | BDA-Hist.: Q38119414 Status: § 2a Stand der BDA-Liste: 2025-06-30 Name: Bürgerhaus GstNr.: .3/2 |
| ja    | Datei hochladen | Schloss Paar Umfassungsmauer und Teil der Stadtmauer HERIS-ID: 82179 Objekt-ID: 95993                                | Herrengasse 1 Standort KG: Hartberg                      | siehe Schloss Paar sowie Stadtmauer | BDA-Hist.: Q64765043 Status: § 2a Stand der BDA-Liste: 2025-06-30 Name: Schloss Paar Umfassungsmauer und Teil der Stadtmauer GstNr.: 1                                                              |
| ja    | Datei hochladen | Schloss Paar HERIS-ID: 37174 Objekt-ID: 36254                                                                        | Herrengasse 1 Standort KG: Hartberg                      | Die mittelalterliche Burg stammt aus dem 12. Jahrhundert. Im 16. Jahrhundert wurde es im Stil der Renaissance umgestaltet, im 17. Jahrhundert wurde der Arkadentrakt gebaut. Heute beherbergt der Schlosskomplex den Verwaltungssitz eines Kosmetikherstellers, einen Gastronomiebetrieb, sowie Veranstaltungssäle. | BDA-Hist.: Q2241441 Status: Bescheid Stand der BDA-Liste: 2025-06-30 Name: Schloss Paar GstNr.: .123 Schloss Hartberg                                                                               |
| ja    | Datei hochladen | Ehem. Amtsgebäude und Bezirksgericht mit Stadtmaueranteil HERIS-ID: 68335 Objekt-ID: 81340seit 2013                  | Herrengasse 4 Standort KG: Hartberg                      | Das ehemalige Bezirksgericht stammt im Kern aus dem 16. Jahrhundert. Seine Fassade mit Putzfelderdekor erhielt es im späten 18. Jahrhundert. | BDA-Hist.: Q38119436 Status: Bescheid Stand der BDA-Liste: 2025-06-30 Name: Ehem. Amtsgebäude und Bezirksgericht mit Stadtmaueranteil GstNr.: .122/1, .122/2, 75                                    |
| ja    | Datei hochladen | Steinpeißhaus/Stadtmuseum Hartberg HERIS-ID: 51502 Objekt-ID: 57169                                                  | Herrengasse 6 Standort KG: Hartberg                      | Dieses Hartberger Herrenhaus wurde erstmals im August 1406 urkundlich erwähnt und ist seit 1412 nach dem damaligen Besitzer Seifried Steinpeiß benannt. Seit 1988 beherbergt es das Stadtmuseum Hartberg mit einer Dauerausstellung zur Geschichte der Stadt. | BDA-Hist.: Q38045509 Status: § 2a Stand der BDA-Liste: 2025-06-30 Name: Steinpeißhaus/Stadtmuseum Hartberg GstNr.: .121/1 Stadtmuseum Hartberg                                                      |
| ja    | Datei hochladen | Bankgebäude, Sparkasse HERIS-ID: 51503 Objekt-ID: 57170seit 2013                                                     | Herrengasse 21 Standort KG: Hartberg                     | Das Bankgebäude mit seiner palaisartigen Fassade trägt eine Bezeichnung aus dem Jahr 1889. | BDA-Hist.: Q38045521 Status: Bescheid Stand der BDA-Liste: 2025-06-30 Name: Bankgebäude, Sparkasse GstNr.: .9                                                                                       |
| ja    | Datei hochladen | Bürgerhaus, Apotheke Zum Schwarzen Bären HERIS-ID: 68368 Objekt-ID: 81373seit 2016                                   | Kirchengasse 2 Standort KG: Hartberg                     | Das ehemalige Haus des Apothekers J. D. Rahmann stammt im Kern aus dem 17. Jahrhundert, es ist mit 1668 bezeichnet. Im späten 19. Jahrhundert wurde es mit einer aufwendigen Neobarockfassade versehen. | BDA-Hist.: Q38119548 Status: Bescheid Stand der BDA-Liste: 2025-06-30 Name: Bürgerhaus, Apotheke Zum Schwarzen Bären GstNr.: .17 Apotheke, Hauptplatz Hartberg                                      |
| ja    | Datei hochladen | Wohn- und Geschäftshaus HERIS-ID: 68381 Objekt-ID: 81386seit 2016                                                    | Michaeligasse 8 Standort KG: Hartberg                    | Das Haus hat eine reichverzierte Fassade aus dem späten 18. Jahrhundert. | BDA-Hist.: Q38119566 Status: Bescheid Stand der BDA-Liste: 2025-06-30 Name: Wohn- und Geschäftshaus GstNr.: .105                                                                                    |
| ja    | Datei hochladen | Wohn- und Geschäftshaus HERIS-ID: 68382 Objekt-ID: 81387seit 2020                                                    | Michaeligasse 10 Standort KG: Hartberg                   | Das Haus hat eine mit Stuck reich verzierte Fassade aus dem späten 18. Jahrhundert, darauf Wappen und zwei Nischenfiguren Maria mit Kind und hl. Elisabeth. | BDA-Hist.: Q105646515 Status: Bescheid Stand der BDA-Liste: 2025-06-30 Name: Wohn- und Geschäftshaus GstNr.: .104 Michaeligasse 10, Hartberg                                                        |
| ja    | Datei hochladen | Bürgerhaus HERIS-ID: 37173 Objekt-ID: 36253                                                                          | Michaeligasse 18 Standort KG: Hartberg                   | mit zwei sakralen Wandmalereien aus 1957 von Adolf Anton Osterider. | BDA-Hist.: Q37974332 Status: Bescheid Stand der BDA-Liste: 2025-06-30 Name: Bürgerhaus GstNr.: .100/1 Michaeligasse 18, Hartberg                                                                    |
| ja    | Datei hochladen | Reckturm HERIS-ID: 68085 Objekt-ID: 81082                                                                            | Reckgasse 1 Standort KG: Hartberg                        | Der Reckturm wurde in der zweiten Hälfte des 13. Jahrhunderts errichtet und diente auch als Gefängnis. | BDA-Hist.: Q38118524 Status: § 2a Stand der BDA-Liste: 2025-06-30 Name: Reckturm GstNr.: .121/2 Reckturm, Hartberg                                                                                  |
| ja    | Datei hochladen | Stadtmauer HERIS-ID: 83421 Objekt-ID: 97301                                                                          | Standort KG: Hartberg                                    | Reste der Stadtmauer stammen aus dem 12. bis 13. Jahrhundert. Heute verläuft sie vom Reckturm über den Stadtpark bis zum Schloss Hartberg nach Norden, dem Ring entlang weiter nach Osten bis zur Franz-Schmidt-Gasse. Im Osten ist der Schölbingerturm erhalten geblieben, von dem ein kurzer Rest der Stadtmauer ausgeht. Unterhalb von Stadtpfarrkirche und Karner war die Steilstufe Teil der Kirchenfestung und im engeren Gürtel der ursprünglichen Stadtmauer enthalten. Im 19. Jahrhundert wurden zwei Stadttore abgetragen. | BDA-Hist.: Q38180589 Status: § 2a Stand der BDA-Liste: 2025-06-30 Name: Stadtmauer GstNr.: .132, 51/1 Stadtmauer Hartberg                                                                           |
| ja    | Datei hochladen | Kalvarienberg mit Kirche Gekreuzigter Heiland und Figur hl. Veronika sowie Kapellen HERIS-ID: 68079 Objekt-ID: 81076 | Standort KG: Ring                                        | Kirche zum Gekreuzigten Heiland erbaut 1846. Die spätbarocke Statue der heiligen Veronika ist der einzig erhaltene Teil des früheren Kreuzweges. Der Kreuzweg beginnt in der Katastralgemeinde Grazervorstadt. | BDA-Hist.: Q38118495 Status: § 2a Stand der BDA-Liste: 2025-06-30 Name: Kalvarienberg mit Kirche Gekreuzigter Heiland und Figur hl. Veronika sowie Kap. GstNr.: 1161, 55/1 Kalvarienberg (Hartberg) |
| ja    | Datei hochladen | Ringwarte HERIS-ID: 71616 Objekt-ID: 84809                                                                           | Standort KG: Ring                                        | Die Ringwarte auf dem Ringkogel wurde 1906 erbaut. Auf dem Erdgeschoß aus Granit ist der 30 Meter hohe hölzerne Aussichtsturm aufgebaut. Eine Renovierung erfolgte 2007/08. | BDA-Hist.: Q55381831 Status: § 2a Stand der BDA-Liste: 2025-06-30 Name: Ringwarte GstNr.: 156/90 Ringwarte                                                                                          |
| ja    | Datei hochladen | bronzezeitliche Wehranlage/befestigte Siedlung, Ringkogel-Höhensiedlung HERIS-ID: 81297 Objekt-ID: 95064             | Standort KG: Ring                                        | Durch eine Ringwallanlage geschützte keltische Höhensiedlung aus dem 3. Jahrhundert v. Chr. für ca. 1500 Bewohner. | BDA-Hist.: Q15116476 Status: § 2a Stand der BDA-Liste: 2025-06-30 Name: bronzezeitliche Wehranlage/befestigte Siedlung, Ringkogel-Höhensiedlung GstNr.: 156/90 Keltensiedlung auf dem Ringkogel     |
| ja    | Datei hochladen | Tabernakelbildstock HERIS-ID: 71612 Objekt-ID: 84805                                                                 | Safenauer Straße Standort KG: Safenau                    | Das ursprüngliche, als Nischenpfeiler ausgeführte Dorfkreuz stammt aus dem 1. Viertel des 18. Jahrhunderts. Der schlanke Pfeiler hat ein flaches Pyramidenziegeldach und ein Lanzenkreuz. Die drei Nischen (auf der vierten Seite keine Nische) mit Zackenbogenabschluss sind mit modernen Heiligendarstellungen in Seccotechnik von Rudolf Huszar aus dem Jahre 1978 gestaltet. | BDA-Hist.: Q38128028 Status: § 2a Stand der BDA-Liste: 2025-06-30 Name: Tabernakelbildstock GstNr.: 695                                                                                             |
| ja    | Datei hochladen | Sog. Rotkreuzkapelle HERIS-ID: 68077 Objekt-ID: 81074                                                                | Bahnhofstraße Standort KG: Ungarvorstadt                 | Kleiner barocker Drei-Konchen-Bau mit Kreuzaltar aus dem Jahr 1762, oft auch Fieberkreuz genannt, da sich Pilger Heilung von Fieberzuständen erhofften. Die Hauptfassade mit Pilastern ist eine barocke Prunkfassade und reicht bis zum Dachfirst. Ziegelsatteldach mit doppeltem Eisenkreuz. 1960/61 restauriert, 1991/92 Generalsanierung. | BDA-Hist.: Q38118474 Status: Bescheid Stand der BDA-Liste: 2025-06-30 Name: Sog. Rotkreuzkapelle GstNr.: 312/3 Rotkreuzkapelle, Hartberg                                                            |
| ja    | Datei hochladen | Mariensäule HERIS-ID: 68070 Objekt-ID: 81067                                                                         | bei Fritz-Stachel-Platz 3 Standort KG: Ungarvorstadt     | Die Immaculata Säule wurde 1728 erbaut. Sie trägt die Sockelinschrift: „ZV EHRN DER VNBEFLECKTEN EMPFENGNVS VND ALLERREINISTEN IVNGFRAV MARIA HAB ICH LORENZ MILER LETERER ZV HARTBERG DISE SAVLEN ERPAVT IN IARE 1728“ und wurde also vom Lederer Lorenz Müller errichtet. Müller war später Ratsbürger und hatte als Kirchenpropst eine wichtige Funktion bei der barocken Umgestaltung der Pfarrkirche. | BDA-Hist.: Q38118423 Status: § 2a Stand der BDA-Liste: 2025-06-30 Name: Mariensäule GstNr.: 523/8                                                                                                   |
| ja    | Datei hochladen | Schölblingerturm HERIS-ID: 68084 Objekt-ID: 81081                                                                    | Michaeligasse 40 Standort KG: Ungarvorstadt              | Der kreisrunde Turm am östlichen Ende der Stadtmauer musste von den Bewohnern von Schölbing erhalten werden, die im Gegenzug keine Maut beim Einlass in die Stadt zahlen mussten. | BDA-Hist.: Q38118513 Status: § 2a Stand der BDA-Liste: 2025-06-30 Name: Schölblingerturm GstNr.: .35                                                                                                |
| ja    | Datei hochladen | Pestsäule HERIS-ID: 68404 Objekt-ID: 81410                                                                           | bei Rochusplatz 3 Standort KG: Ungarvorstadt             | Die Pestsäule wurde vermutlich unmittelbar nach der großen Pestepidemie, die 1679 in der Stadt gewütet hat, aufgestellt. Stifter und Künstler sind nicht bekannt, der Stifter könnte aber aufgrund der Ausgestaltung des Aufsatzsockels ein Lederer gewesen sein. Die Steinstatue des hl. Rochus mit Mantel, Pilgerstab und Hund steht auf einem Fundamentsockel mit einem stark verwitterten Relief der hl. Rosalia, die liegend einen Totenkopf in Händen hält, einem Aufsatzsockel mit der Darstellung der Marienkrönung und dem Stifterpaar, und der glatten Säule. Ursprünglich stand die Säule an der Wienerstraße, sie wurde nach dem Zweiten Weltkrieg in die Parkanlage im ehemaligen Stadtgraben versetzt. | BDA-Hist.: Q38119614 Status: § 2a Stand der BDA-Liste: 2025-06-30 Name: Pestsäule GstNr.: 521/2 |
| ja    | Datei hochladen | Figurenbildstock hl. Johannes Nepomuk HERIS-ID: 68424 Objekt-ID: 81430                                               | Sparkassenplatz 2 Standort KG: Ungarvorstadt             | Die Sockelfigur des hl. Johannes Nepomuk stammt aus der Mitte des 18. Jahrhunderts. Sie stand ursprünglich auf der Brücke vom Ungartor zur Vorstadt und wurde nach Zerstörung des Tores 1832/1845 an den Standort am Sparkassenplatz (Lage) versetzt. Der Sockel ist älter, er trägt die Bezeichnung P.1671.T. Der Bildstock wurde 2016/2017 renoviert und auf seinem neuen Platz im Rochuspark aufgestellt. | BDA-Hist.: Q38119665 Status: § 2a Stand der BDA-Liste: 2025-06-30 Name: Figurenbildstock hl. Johannes Nepomuk GstNr.: .6/1 Statue John of Nepomuk, Ungartor, Hartberg                               |